# Peter Van der Heyden (football)
Pour les articles homonymes, voir Peter van Der Heyden.
Peter Van der Heyden, né à Alost le 16 juillet 1976, est un joueur de football belge.

## Biographie

### En club
Le 21 janvier 2010, Peter Van der Heyden retrouve la Belgique et a signé un contrat d'un an et demi avec le FC Bruges, club qu'il avait quitté à l'été 2005.

### En équipe nationale
Peter Van der Heyden est convoqué pour participer à la Coupe du monde 2002, compétition dans laquelle il marque un but lors du match d'ouverture des belges face au Japon. 

## Carrière
- 1997-1998 : Denderleeuw ( Belgique)
- 1998-2000 : Eendracht Alost ( Belgique)
- 2000-2005 : FC Bruges ( Belgique)
- 2005-2008 : VfL Wolfsburg ( Allemagne)
- 2008-janvier 2010 : 1. FSV Mayence 05 ( Allemagne)
- janvier 2010-2011 : FC Bruges ( Belgique)